# Bisbat de Chioggia
El bisbat de Chioggia (italià: diocesi de Chioggia; llatí: Dioecesis Clodiensis) és una seu de l'Església catòlica, sufragània del Patriarcat de Venècia, que pertany a la regió eclesiàstica Triveneto. El 2013 tenia 121.500 batejats d'un total 125.500 habitants. Actualment està regida pel bisbe Adriano Tessarollo.

## Territori

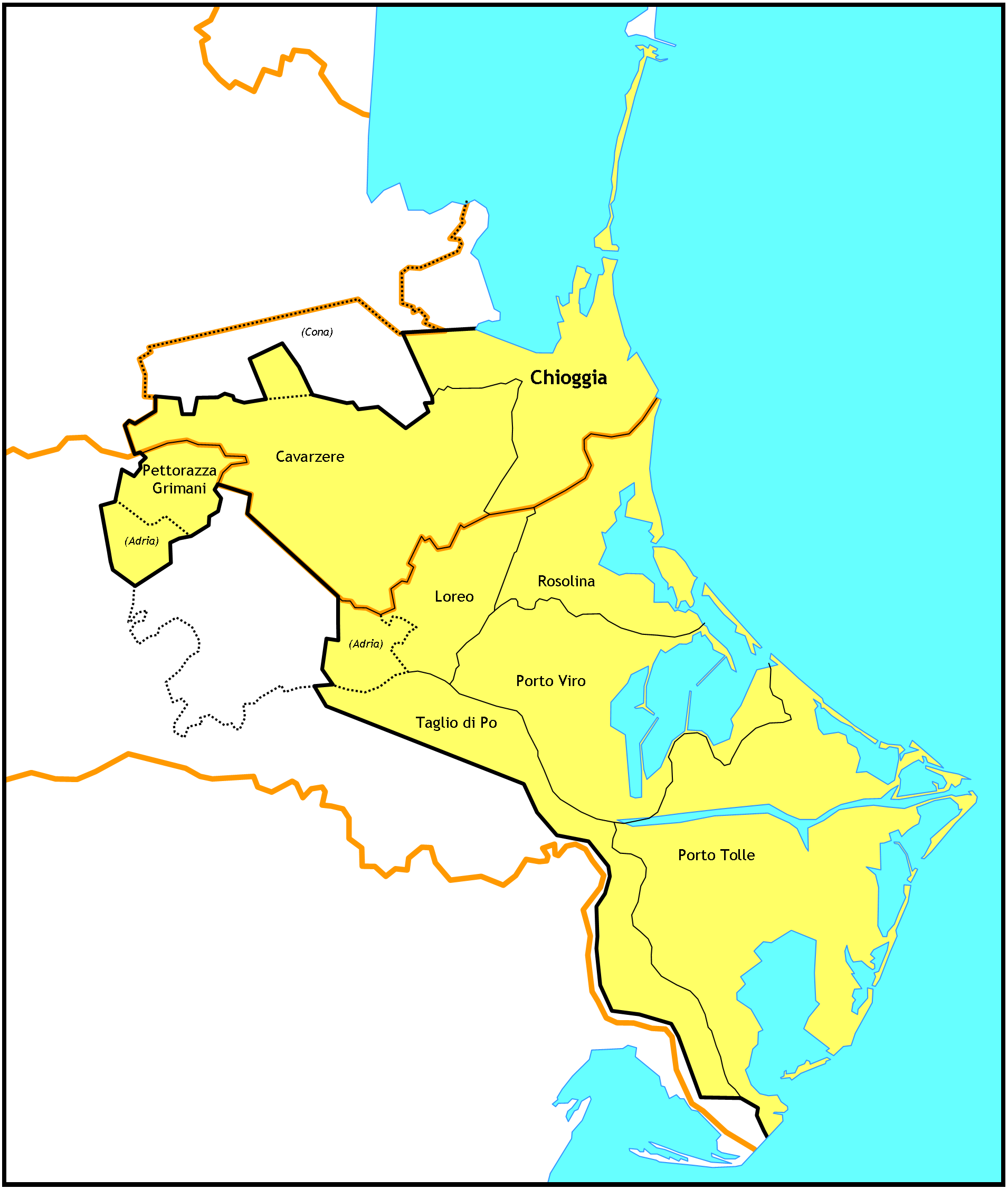
Mapa de la diòcesi

La diòcesi comprèn la part meridional de la província de Venècia, compresa l'illa de Pellestrina, i la part oriental de la província de Rovigo.
La seu episcopal és la ciutat de Chioggia, on es troba la catedral de Santa Maria Assunta.
El territori diocesà s'estén sobre 1.000 km², i està dividit en 68 parròquies, reagrupades en cinc vicariats:
- Chioggia-Pellestrina (12 parròquies),
- Sottomarina (9 parròquies),
- Cavarzere (15 parròquies),
- Loreo (18 parròquies)
- Ca' Venier (14 parròquies).

## Història

### L'edat mitjana
La diòcesi actual té els seus orígens en l'antiga ciutat de Metamauco (avui Malamocco), que per cert període en el segle vii va ser la seu momentània dels bisbes de Pàdua. Quan els bisbes de Pàdua van tornar a la seva seu, Malamocco va romandre durant un període no especificat sota la jurisdicció dels bisbes de Pàdua fins al segle ix, quan va esdevenir una diòcesi independent de l'Església mare de Pàdua, sufragània del patriarcat de Grado.
El primer bisbe conegut de Malamocco va ser Felice I, que al 876 va ser deposat pel Papa Joan VIII i va morir a l'any següent.
A l'abril de 1110 el bisbe Enrico Grancarolo traslladà la seu a Chioggia per la decadència de Malamocco causa d'una sèrie de desastres naturals; el trasllat de la seu va ser confirmada per dux Ordelaffo Falier. Els bisbes, però, va seguir mantenint el títol de "Malamocco" durant dècades i només en 1179, amb el bisbe Marino, apareix el títol de "Chioggia".
Ja en 1221 el capítol de la catedral tenia 19 canonges. Un títol especial va ser llegat al capítol l'arxiprest de Malamocco, amb títol d'ardiaca. Durant l'edat mitjana els canonges van ser simplement cooptats pel capítol, però al segle XV el bisbe i també la Seu Apostòlica van intervenir diverses vegades en el nomenament dels canonges.
El segle XIV va veure la reconstrucció dels edificis sagrats de Chioggia, greument danyada per les guerres entre Venècia i Gènova.

### La Contrareforma
Al segle xv fou important la tasca dels bisbes Centoferri i Venier, destinat a desviar el clergat per l'ambigua relació amb el poder temporal. El Venier celebrà dos sínodes el 1490 i el 1510. Mentrestant, en 1508, l'aparició de la Verge a la vora del Sottomarina va marcar un renaixement espiritual de la diòcesi. Amb la supressió del patriarcat de Grado (1451), Chioggia va esdevenir sufragània del Patriarcat de Venècia.
El segle xvi es va caracteritzar per la Contrareforma, perseguit amb especial energia pel bisbe Nacchianti, que va assistir al Concili de Trento. Va iniciar en 1546 la sèrie de visites pastorals i de dur a terme a la resta de la seva episcopat altres tres. Fins i tot els seus successors van arribar a fer freqüents visites pastorals durant el segle sencer.
Al segle xvii els bisbes tenien l'educació religiosa com a objectiu dels laics i la disciplina del clergat. Al mateix temps que es van encarregar dels edificis sagrats.
La primera meitat del segle xviii es va caracteritzar per un augment significatiu de la població, acompanyat per un augment similar en el nombre de sacerdots i parròquies. Cap al final del segle, el creixement de la població no es va aturar, mentre que el nombre de sacerdots va anar registrant un descens.

### Elseglexix
La constitució de la municipal francesa no pertorbà massa la vida de la diòcesi, també gràcies a les tasques assignades a alguns sacerdots en l'administració. La diòcesi encara superà el perill de supressió en l'època napoleònica diversos cops. El període més preocupant va ser entre 1807 i 1815, quan la diòcesi va haver de sotmetre als decrets de l'autoritat civil; oferir oracions públiques per l'emperador; patí la imposició del matrimoni civil, la separació entre el Registre Civil i el parròquial; acceptà un nou catecisme de motlle purament galicana. La diòcesi va participar en les iniciatives del govern, en vista de «l'ordre de la societat».
Amb la restauració es van reconstituir les confraries laiques reprimides pel règim anterior i es va posar seva mà en la reorganització del seminari i en l'educació en general, mitjançant la creació de noves escoles.
El 1848 va veure com el clergat de la diòcesi es nodria substancialment de bones relacions amb la dominació d'Àustria, mentre que els bisbes mantenen vigilància sobre la difusió entre el clergat de les teories de catolicisme liberal. Després de més de dos segles, en 1863 el bisbe De Foretti convocà un sínode diocesà en què va condemnar el jansenisme. Preocupat per la caritat als pobres, va cridar Chioggia als jesuïtes perquè obriria un institut d'educació, però en 1866 va deixar la diòcesi, just abans de l'entrada de les tropes italianes. Durant el Risorgimento, els jesuïtes eren el blanc favorit dels esperits anticlericals. Les lleis de l'expropiació dels béns eclesiàstics van colpejar Chioggia ja en 1867, quan van ser confiscats propietats pares filipons.
El bisbe Agostini, que va succeir a De Foretti després d'una seu vacant de més de quatre anys, no va rebre l'exequàtur real i, per tant, se li va prohibir prendre possessió del palau episcopal. A més, era constantment atacat per la premsa liberal. El bisbe va promoure l'Obra dels Congressos i també una "Societat per a la santificació de les festes", que van ser mal rebudes per la premsa anticlerical.
El bisbe Marangoni en els anys vuitanta del segle xix, va observar una certa degradació moral, que es va expressar en l'abandonament del sagrament de la Penitència i en situacions familiars promíscues. En canvi, la situació política va despertar preocupacions, almenys fins a les eleccions de 1889 quan va ser prohibit en l'ensenyament del catecisme a les escoles i els crucifixos i altres símbols religiosos dels llocs públics. A més, el pressupost municipal va cancel·lar la subvenció destinada al culte. En termes socials, el bisbe va cridar Chioggia als salesians i va afavorir les seves iniciatives en l'educació dels joves.

### El segle XX
L'actitud del bisbe i el clergat respecte al feixisme va ser bastant complex. Mentre que el feixisme va conquistar elogis en una part dels fidels i alguns sacerdots (entre els quals es destacà el canonge Dughiero), la majoria del clergat optat per una prudent neutralitat, tractant d'evitar les col·lisions, però també la col·laboració amb el règim. Als catòlics se'ls dissuadí de relacions massa cordials amb els feixistes a partir sobretot dels episodis del squadrismo a la zona del Polesine era gairebé sistemàtica. D'altra banda, amb les iniciatives de la l'Acció Catòlica es tractava de posar fi al totalitari feixista en l'educació de la joventut.
En el període immediatament posterior a la Segona Guerra Mundial van ser notables els impulsos de Giacinto Ambrosi als treballadors i grups de treballadors i aturats, que en tots els sentits que va fer tot el possible per ajudar i animar les empreses.
Els anys cinquanta van ser eclipsats per la inundació que va afectar la diòcesi, causant una destrucció massiva i després una forta migració cap a l'interior del país i el triangle industrial. Els que es van quedar van haver de bregar amb escasses oportunitats d'ocupació que oferia la ciutat desolada. El bisbe Piasentini animà esforços de reconstrucció i també de suport als treballadors i els aturats, gestionant-ho tot amb grans habilitats de lideratge. Al mateix temps, va ser capaç d'escanejar la vida espiritual de la diòcesi amb la proposta d'intensos períodes de reflexió, amb la repetida dedicació d'un any a una devoció particular.
Al llarg del curs del segle xx la diòcesi, a la cara d'una disminució de la població, que ha estat capaç d'espessir la seva presència, al passar de 30 parròquies del segle als actuals 68 parròquies. El 1964 el territori de la diòcesi es va dividir en cinc vicariats.

## Cronologia episcopal
- Felice I † (? - 877 mort)
- Leone I † (877 - ?)
- Domenico I † (citat el 924 o 925)
- Pietro † (inicis de 960 - finals de 967)
- Leone II † (citat el 1006 aproximadament)
- Domenico II † (1045 o 1046[3] - ?)
- Enrico I † (inicis de 1060 - finals de 1074)
- Stefano I Badoer † (de juny de 1107 - ?)
- Enrico II Grancarolo † (inicis d'abril de 1110 - finals de 1111)
- Stefano II † (inicis de juliol de 1122 - finals de setembre de 1027)
- Domenico III Guillari † (inicis de 1139 - finals d'agost de 1150)
- Felice II † (?)[4]
- Giovanni Falier † (vers 1157 - finals d'octubre de 1162)
- Marino Ruibolo † (inicis de gener de 1165 - finals de juliol de 1180)
- Araldo Bianco † (inicis de març de 1182 - finals de 1192)
- Domenico IV † (citat el 1203)
- Felice III † (inicis de 1218 - finals de 1228)
- Domenico Selvo † (setembre de 1235 - inicis de novembre de 1236)
- Guidone † (17 de novembre de 1236[5] - finals de 1257)
- Matteo † (inicis de juny de 1264 - 1284 mort)
- Uberto, O.Cist. † (1284 - vers 1285 mort)
  - Leonardo Faliero † (vers 1285 - ?) (intrús)
  - Simone Moro † (1286) (bisbe electe)[6]
  - Stefano Besono † (11 de gener de 1287 - ? mort) (bisbe electe)[7]
- Enrico III, O.F.M. † (16 de setembre de 1290 - 1302 mort)
- Roberto, O.S.A. † (24 de setembre de 1302 - finals de 25 d'abril de 1311 mort)
- Ottonello, O.F.M.Obs. † (7 de gener de 1317 - finals de 15 de juny de 1321 mort)
- Andrea Dotto † (12 d'agost de 1322 - 3 de desembre de 1337 nomenat Patriarca de Grado)
- Michele da Verona, O.P. † (7 d'octubre de 1342 - 1346 mort)
- Pietro di Clusello, O.P. † (26 de juny de 1346 - 12 de desembre de 1347 nomenat bisbe de Melfi)
- Benedetto, O.P. † (26 de gener de 1348 - 18 de gener de 1353 nomenat bisbe de Pola)
- Leonardo de' Cagnoli † (18 de gener de 1353 - inicis de setembre de 1362 mort)
- Angelo Canopeo † (22 de març de 1363 - 15 de gener de 1369 nomenat bisbe de Trieste)
- Giovanni da Camino † (19 de febrer de 1369 - inicis de 7 de març de 1374 mort)
- Nicolò † (23 de març de 1374 - ? mort)
- Nicolò Foscarini † (16 de gener de 1376 - vers de març de 1387 mort)
- Silvestro † (18 de maig de 1387 - 1401 mort)
- Paolo di Giovanni † (25 de febrer de 1401 - 24 de gener de 1410 nomenat bisbe de Modone)
- Cristoforo Zeno † (3 de març de 1410 - 30 de maig de 1411 nomenat bisbe de Capodistria)
- Pietro Schiena, O.F.M.Obs. † (16 de juliol de 1411 - 1414 mort)
- Benedetto Manfredi † (14 de març de 1414 - juliol de 1421 mort)
- Pasqualino Centoferri, O.S.A. † (18 de juliol de 1421 - inicis de 10 d'octubre de 1457 mort)
- Nicolò delle Croci † (21 d'octubre de 1457 - 10 de febrer de 1463 nomenat bisbe de Lesina)
- Nicolò Inversi † (10 de febrer de 1463 - novembre de 1479 mort)[8]
- Silvestro Daziari † (24 de gener de 1480 - finals de 12 de juny de 1485 mort)
- Bernardo Venier † (24 de gener de 1487 - 1535 mort)
- Giovanni Tagliacozzi † (20 d'octubre de 1535 - 5 d'octubre de 1540 mort)
- Alberto Pascaleo, O.P. † (5 de novembre de 1540 - 25 de desembre de 1543 mort)
- Jacopo Nacchianti, O.P. † (30 de gener de 1544 - 24 d'abril de 1569 mort)
- Francesco Pisani † (19 de juliol de 1569 - 8 de febrer de 1572 mort)
- Girolamo Negri † (10 d'octubre de 1572 - 1578 renuncià)
- Marco Medici, O.P. † (15 de desembre de 1578 - 30 d'agost de 1583 mort)
- Gabriele Fiamma, C.R.L. † (23 de gener de 1584 - 14 de juliol de 1585 mort)
- Massimiliano Beniamino, O.F.M.Conv. † (9 de setembre de 1585 - 10 de març de 1601 mort)
- Lorenzo Prezzato † (4 de juny de 1601 - 29 d'octubre de 1610 mort)
- Raffaele da Riva, O.P. † (24 de novembre de 1610 - 19 de juliol de 1611 mort)
- Angelo Baroni, O.P. † (31 d'agost de 1611 - 11 de setembre de 1612 mort)
- Bartolomeo Cartolario † (11 de febrer de 1613 - 17 de novembre de 1614 mort)
- Pietro Paolo Miloto † (9 de febrer de 1615 - 1 de novembre de 1618 mort)
- Pasquale Grassi † (29 d'abril de 1619 - 12 de desembre de 1636 mort)
- Francesco Grassi † (16 de gener de 1640 - 4 d'abril de 1669 mort)
- Antonio Baldo † (15 de juliol de 1669 - 8 d'octubre de 1679 mort)
- Stefano Rosada † (3 de juliol de 1684 - 22 de gener de 1696 mort)
- Antonio Grassi † (21 de maig de 1696 - 4 de novembre de 1715 mort)
- Giovanni Soffietti, C.R.M. † (5 de febrer de 1716 - 19 de gener de 1733 nomenat bisbe d'Adria)
- Giovanni Maria Benzon † (2 de març de 1733 - 12 de juny de 1744 renuncià)
- Paolo Francesco Giustiniani, O.F.M.Cap. † (15 de juny de 1744 - 16 de novembre de 1750 nomenat bisbe de Treviso)
- Giovanni Alberto Grandi, C.R.L. † (16 de novembre de 1750 - 21 de juliol de 1752 mort)
- Vincenzo Bragadin, O.F.M.Cap. † (26 de setembre de 1753 - 21 de juny de 1762 mort)
- Giannagostino Gradenigo, O.S.B. † (22 de novembre de 1762 - 19 de setembre de 1768 nomenat bisbe de Ceneda)
- Giovanni Morosini, O.S.B. † (28 de maig de 1770 - 14 de desembre de 1772 nomenat bisbe de Verona)
- Federico Maria Giovanelli † (12 de juliol de 1773 - 20 de maig de 1776 nomenat Patriarca de Venècia)
- Giovanni Benedetto Civran † (15 de juliol de 1776 - 28 d'octubre de 1794 mort)
- Stefano Domenico Sceriman † (1 de juny de 1795 - 12 de juny de 1806 mort)
- Giuseppe Maria Peruzzi † (18 de setembre de 1807 - 26 de juny de 1818 nomenat bisbe de Vicenza)
- Giuseppe Manfrin Provedi † (23 d'agost de 1819 - 26 de gener de 1829 mort)
- Antonio Savorin † (15 de març de 1830 - 25 de desembre de 1840 mort)
- Jacopo De' Foretti † (24 de gener de 1842 - 25 d'abril de 1867 mort)
  - Sede vacante (1867-1871)
- Domenico Agostini † (27 d'octubre de 1871 - 22 de juny de 1877 nomenat patriarca de Venècia)
- Ludovico Marangoni, O.F.M.Conv. † (25 de juny de 1877 - 21 de novembre de 1908 mort)
- Antonio Bassani † (21 de novembre de 1908 - 1 d'octubre de 1918 renuncià)
- Domenico Mezzadri † (2 de juliol de 1920 - 8 de desembre de 1936 mort)
- Giacinto Giovanni Ambrosi † (13 de desembre de 1937 - 28 de novembre de 1951 nomenat arquebisbe de Gorizia e Gradisca)
- Giovanni Battista Piasentini, C.S.Ch. † (31 de gener de 1952 - 1 de maig de 1976 jubilat)
- Sennen Corrà † (1 de maig de 1976 - 19 de juliol de 1989 nomenat bisbe de Concordia-Pordenone)
- Alfredo Magarotto (22 de febrer de 1990 - 31 de maig de 1997 nomenat bisbe de Vittorio Veneto)
- Angelo Daniel (27 de novembre de 1997 - 10 de gener de 2009 jubilat)
- Adriano Tessarollo, des del 28 de març de 2009

## Estadístiques
A finals del 2013, la diòcesi tenia 121.500 batejats sobre una població de 125.500 persones, equivalent 96,8% del total.
| any  | població | població | població | sacerdots | sacerdots       | sacerdots       | sacerdots             | diaques | religiosos | religiosos | parroquies |
| ---- | -------- | -------- | -------- | --------- | --------------- | --------------- | --------------------- | ------- | ---------- | ---------- | ---------- |
| any  | batejats | total    | %        | total     | clergat secular | clergat regular | batejats por sacerdot | diaques | homes      | dones      |            |
| 1950 | 155.816  | 155.820  | 100,0    | 134       | 111             | 23              | 1.162                 |         | 28         | 267        | 47         |
| 1970 | 123.750  | 124.000  | 99,8     | 144       | 111             | 33              | 859                   |         | 42         | 286        | 69         |
| 1980 | 122.380  | 122.520  | 99,9     | 127       | 95              | 32              | 963                   |         | 38         | 321        | 72         |
| 1990 | 123.800  | 124.500  | 99,4     | 135       | 109             | 26              | 917                   | 3       | 33         | 232        | 68         |
| 1999 | 120.600  | 121.000  | 99,7     | 137       | 97              | 40              | 880                   | 4       | 58         | 76         | 68         |
| 2000 | 120.600  | 121.000  | 99,7     | 134       | 94              | 40              | 900                   | 3       | 57         | 76         | 68         |
| 2001 | 120.600  | 121.000  | 99,7     | 125       | 85              | 40              | 964                   | 3       | 43         | 156        | 68         |
| 2002 | 122.700  | 123.000  | 99,8     | 126       | 86              | 40              | 973                   | 3       | 43         | 150        | 68         |
| 2003 | 123.000  | 124.000  | 99,2     | 116       | 82              | 34              | 1.060                 | 3       | 37         | 128        | 68         |
| 2004 | 123.000  | 124.000  | 99,2     | 121       | 82              | 39              | 1.016                 | 3       | 42         | 168        | 68         |
| 2006 | 124.000  | 125.000  | 99,2     | 116       | 79              | 37              | 1.068                 | 3       | 39         | 165        | 68         |
| 2013 | 121.500  | 125.500  | 96,8     | 108       | 66              | 42              | 1.125                 | 3       | 46         | 106        | 68         |